# DVSレコード
DVSレコード（DVS Records）は、オランダの独立系レコードレーベルで、プログレッシブ・メタルと関連音楽を専門としている。2000年にオランダのプログレッシブ・ロックとプログレッシブ・メタルの愛好家で、ProgPowerフェスティバル主催者の一人であるレネ・ヤンセン (Rene Janssen)によって設立された。レーベルのモットーは、「インテリジェント・リスニングのための普通じゃないサウンド」と「好きな人のために送る我々が愛する音楽」である。

## アーティスト

### 現在の在籍アーティスト
- Alias Eye
- アシッズ・トゥ・アシッズ  (Ashes to Ashes)
- Chaoswave
- Chrome Shift
- Dynamic Lights
- ヘヴンズ・クライ (Heaven's Cry)
- The Aurora Project
- Voyager

### 過去の在籍アーティスト
- イントゥ・エタニティー (Into Eternity)
- サイレント・エッジ (Silent Edge)
- Sonic Debris
- Wolverine